# 哥伦布 (印第安纳州)
哥伦布（英語：Columbus）位于美国印第安纳州中部，是巴塞洛繆郡的郡治所在，面积68.3平方公里。根据2000年美国人口普查，共有39,059人，其中白人占91.32%、亚裔美国人占3.23%。